# فرودگاه وادنا
فرودگاه وادنا (به انگلیسی: Wadena Airport) یک فرودگاه همگانی است که یک باند فرود شن دارد و طول باند آن ۷۶۲ متر است. این فرودگاه در کشور کانادا قرار دارد و در ارتفاع ۵۳۰ متری از سطح دریا واقع شده است.